# Calloplesiops argus
Calloplesiops argus es una especie de peces de la familia Plesiopidae en el orden Perciformes.

## Morfología
Los machos pueden llegar alcanzar los 16 cm de longitud total.

## Distribución geográfica
Se encuentra en las Filipinas e Indonesia.